# 駐德國臺北代表處法蘭克福辦事處
駐德國臺北代表處法蘭克福辦事處（德語：Taipeh Vertretung in der Bundesrepublik Deutschland, Büro Frankfurt am Main），亦稱駐法蘭克福辦事處，是中華民國政府派駐德意志聯邦共和國黑森邦第1大城美因河畔法兰克福的代表機構。
辦事處負責推動臺灣與法蘭克福之間的雙邊關係，以及辦理護照、簽證、文件證明等领事相關業務，並提供僑民服務與旅外國人急難救助，功能等同邦交國的總領事館。
領事轄區為黑森邦、薩爾蘭邦、萊茵蘭-普法茲邦、北萊茵-西發利亞邦。

## 外部連結
- 駐德國臺北代表處法蘭克福辦事處的Facebook、僑務參事